# Yuhua (Shijiazhuang)
Yuhua léase Yi-Juá (en chino simplificado, 裕华区; pinyin, Yùhuá qū, lit: rica y próspera) es un distrito urbano bajo la administración directa de la ciudad-prefectura de Shijiazhuang. Se ubica en la provincia de Hebei, este de la República Popular China. Su área es de 101 km² y su población total para 2010 fue más de 600 mil habitantes.

## Administración
El distrito de Yuhua se divide en 11 pueblos que se administran en 9 subdistritos y 2 poblados.